# Black Velvet
«Black Velvet» (рус. Черный бархат) — песня, записанная канадской певицей Аланной Майлз с её дебютного студийного альбома Alannah Myles, вышедшего в качестве 1-го сингла в 1989 году. Black Velvet достиг первого места в хит-парадах США, Норвегии, Швеции, Швейцарии и № 2 в Великобритании, Австрии, Бельгии, Германии и Новой Зеландии. Песня выиграла награду Грэмми, несколько Juno Awards и получила номинацию на MTV Video Music Awards 1990 года.

## История
Песню написали канадские музыканты Дэвид Тисон и Кристофер Уард (он работал с такими музыкантами как Хилари Дафф, Дайана Росс, Backstreet Boys, Вайнонна Джадд, Энн Мюррей и Мередит Брукс).
В марте 1990 года Black Velvet достиг второго места в британском UK Singles Chart. В декабре 1989 года сингл дебютировал на № 86 в американском хит-параде и позднее достиг № 1 в Billboard Hot 100, пробыв в этом мультиформатном чарте 25 недель, в том числе, две недели на первом месте.
«Black Velvet» также возглавил американский рок-чарт US Album Rock Tracks (Billboard) и был № 7 в Billboard Adult Contemporary в 1990 году.
Видеоклип «Black Velvet» получил номинацию MTV Video Music Awards 1990 года в категории Лучшее видео дебютанта и выиграл Грэмми в категории Лучшее женское вокальное рок-исполнение.

## Название
Название песни «Black velvet» - многократная отсылка к Элвису Пресли: Velvet Elvis называют каноническое изображение Элвиса с микрофоном на вельвете или на ином темном фоне; мягкий баритон Элвиса находит сравнение с чёрным бархатом; «Black Velvet» - название краски для волос, которую использовал Элвис для придания отличительного чёрного блеска своим волосам.
Black Velvet - это также название канадского виски. Упоминается в строке «Black Velvet, if you please».

## Номинации и награды
| Год  | Номинируемая работа | Категория                                                  | Результат |
| ---- | ------------------- | ---------------------------------------------------------- | --------- |
| 1990 | «Black Velvet»      | MTV Video Music Award for Best New Artist                  | Номинация |
| 1990 | «Black Velvet»      | Премия «Грэмми» за лучшее женское вокальное рок-исполнение | Победа    |

## Чарты и сертификации
| Чарт                               | Высшая позиция |
| ---------------------------------- | -------------- |
| Австралия (ARIA)                   | 3              |
| Австрия (Ö3 Austria Top 40)        | 2              |
| Бельгия/Фландрия (Ultratop 50)     | 2              |
| Канада Canadian Top Singles (RPM)  | 10             |
| Дания (Tracklisten)                | 29             |
| Франция (SNEP)                     | 24             |
| Германия (GfK)                     | 2              |
| Ирландия (Irish Singles Chart)     | 4              |
| Нидерланды (Dutch Top 40)          | 3              |
| Нидерланды (Single Top 100)        | 3              |
| Новая Зеландия (Recorded Music NZ) | 2              |
| Норвегия (VG-lista)                | 1              |
| Швеция (Sverigetopplistan)         | 1              |
| Швейцария (Schweizer Hitparade)    | 1              |
| Великобритания (OCC UK Singles)    | 2              |
| США (Billboard Hot 100)            | 1              |
| США (Billboard Adult Contemporary) | 7              |
| США Album Rock Tracks (Billboard)  | 1              |

| Чарт (1990)                        | Позиция |
| ---------------------------------- | ------- |
| Австралия Australian Singles Chart | 13      |
| Австрия Austrian Singles Chart     | 6       |
| Нидерланды Dutch Top 40            | 13      |
| Швейцария Swiss Singles Chart      | 10      |
| США US Billboard Hot 100           | 18      |

| Регион                                                      | Сертификация | Продажи  |
| ----------------------------------------------------------- | ------------ | -------- |
| Австралия (ARIA)                                            | Платиновый   | 70 000^  |
| Австрия (IFPI Austria)                                      | Золотой      | 25 000*  |
| Германия (BVMI)                                             | Золотой      | 250 000^ |
| Швеция (GLF)                                                | Платиновый   | 50 000^  |
| Великобритания (BPI)                                        | Платиновый   | 600 000  |
| США (RIAA)                                                  | Золотой      | 500 000^ |
| ^ Данные о тиражах приведены только на основе сертификации. |              |          |